# Filefalva
Filefalva (szlovákul: Filice, németül: Filsdorf, lengyelül: Filice) Gánóc község része, korábban önálló község Szlovákiában, az Eperjesi kerület Poprádi járásában.

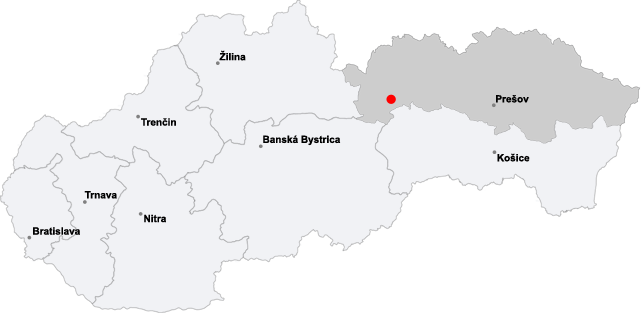
Gánóc helye Szlovákiában

## Fekvése
Poprádtól 5 km-re délre fekszik. Gánóc délnyugati végét képezi.

## Története
Filefalvát 1256-ban IV. Béla király adománylevelében még „Secek” alakban említik először. Később nevét első birtokosáról: Fyléről kapta. A X. szepesi kopjáskerület része volt. A falu lakói évszázadok óta mezőgazdaságból éltek. 1787-ben 32 házában 179 lakos élt.
A 18. század végén Vályi András így ír róla: „FILITZE. Filik, Fillendorf. Tót falu Szepes Vármegyében, földes Ura Okolitsányi, és Márjásy Uraságok, lakosai katolikusok, fekszik Gánotztól nem meszsze. Határbéli szántó földgyeinek egy harmad része sovány, de mivel más részeiben első termékenységű, Szent György Hegyének szomszédságában; legelője elég, ’s mind a’ kétféle fája, melly ámbár nem határjában van; de az Uraságtól engedtetik, az első Osztályba tétettetett.”
1828-ban 30 háza és 223 lakosa volt.
Fényes Elek 1851-ben kiadott geográfiai szótárában így ír a faluról: „Filicz, Filsdorf, tót f., Szepes vmegyében, Podrádhoz délre 3/4 órányira: 39 kath. 154 evang. lak., kik földeiket szorgalmasan mivelik, gyümölcsöt termesztenek, méheket tartanak. Savanyuvize a hideglelésben jó foganattal használtatik. Az Almásy nemzetség egy ága innen veszi prédicatumát. F. u. többen. Horkához 2 óra.”
1910-ben 200, többségben szlovák lakosa volt, jelentős cigány kisebbséggel. A trianoni diktátumig Szepes vármegye Szepesszombati járásához tartozott.
1924-ben a szomszédos Gánóchoz csatolták.

## Lásd még
- Gánóc